# Formazione dei Megadeth
Quella che segue è la lista di tutti i componenti del gruppo musicale thrash metal Megadeth, dagli esordi fino ad oggi.

## Attuale
- Dave Mustaine – voce, chitarra (1983-2002, 2004-presente)
- James LoMenzo – basso, cori (2006-2010, 2021-presente)
- Dirk Verbeuren – batteria (2016-presente)
- Teemu Mäntysaari – chitarra (2023-presente)

## Ex componenti
- Matt Kisselsten – basso (1983)
- Dijon Carruthers – batteria (1983)
- Greg Handevidt – chitarra (1983)
- Kerry King – chitarra (1983-1984)
- Lee Rausch – batteria (1983-1984)
- Mike Albert – chitarra (1985)
- Jay Reynolds – chitarra (1987)
- Gar Samuelson – batteria (1984-1987)
- Jeff Young – chitarra, cori (1987-1989)
- Chuck Behler – batteria (1987-1989)
- Marty Friedman – chitarra, cori (1989-2000)
- Al Pitrelli – chitarra, cori (2000-2002)
- Jimmy DeGrasso – batteria, cori (1998-2002)
- Nick Menza – batteria, cori (1989-1998, 2004)
- Vinnie Colaiuta – batteria (2004)
- Chris Poland – chitarra (1984-1985, 1985-1987, 2004)
- Jimmy Sloas – basso, cori (2004)
- James MacDonough – basso, cori (2004-2006)
- Glen Drover – chitarra, cori (2004-2008)
- Chris Broderick – chitarra, cori (2008-2014)
- Shawn Drover – batteria (2004-2014)
- Chris Adler – batteria (2015-2016)
- David Ellefson – basso, cori (1983-2002, 2010-2021)
- Kiko Loureiro – chitarra (2015-2023)